# Eremomela pusilla
La eremomela senegalesa (Eremomela pusilla) es una especie de ave paseriforme de la familia Cisticolidae propia de las sabanas del oeste de África subsahariana.

## Taxonomía
La especie fue descrita por el ornitólogo alemán Gustav Hartlaub en 1857 y recibió su actual nombre binomial Eremomela pusilla. La localidad tipo es Senegal. La especie ha sido tratada como conespecífica con la eremomela dorsiverde, ya que se hibrida en una estrecha zona de simpatría a lo largo de la frontera de Camerún y la República Centroafricana.

## Descripción
El eremomela senegalesa es un ave de tamaño pequeño con la cabeza de color gris parduzco pálido y las superciliares blanco pálido. El dorso y el manto son de color verde, que se convierte en un verde amarillento más brillante en el obispillo, la garganta y la parte superior del pecho son de color blanco brillante y se vuelven de color amarillo limón en la parte inferior del pecho, el vientre y el área la cloacal. El pico es negruzco con la mandíbula inferior pálida y las patas marrón pálido.

## Distribución
Se distribuye en África occidental, desde el extremo sur de Mauritania y Senegal hasta el noroeste de Camerún, el suroeste de Chad y el extremo noroeste de la República Centroafricana.